# Omar Milanetto
Omar Milanetto (ur. 30 listopada 1975 w Venaria Reale) – włoski piłkarz występujący na pozycji defensywnego pomocnika. Obecnie gra w zespole FC Lugano.

## Kariera klubowa

### Początki
Milanetto jako junior występował w słynnym Juventusie. Nie mógł się jednak przebić do pierwszej drużyny. W związku z tym, w wieku 19 lat opuścił swój zespół.

### Serie C1
Z Turynu trafił do grającej w Serie C1 (trzeci poziom rozgrywkowy we Włoszech) Fiorenzuoli. Był tam podstawowym zawodnikiem. Przez dwa sezony wystąpił w 55 meczach. W trzecim grał tylko w pierwszej jego części. Został bowiem wypożyczony do Monzy. Tam w 19 meczach dwukrotnie trafił do siatki rywala. W 1997 został zawodnikiem Calcio Como – także z Serie C1. Tu również zyskał uznanie trenera i w ciągu trzech sezonów rozegrał ponad 80 spotkań ligowych.
W 2000 opuścił klub.

### Modena
Z Como trafił do innej drużyny z tej samej ligi – FC Modeny. Właśnie z tym zespołem poczynił duży krok do przodu. W pierwszym sezonie grania dla „żółto-niebieskich” na boisku pojawiał się 25-krotnie. Dwa razy trafił do siatki rywala. Modena po zakończeniu sezonu awansowała do Serie B, gdzie Omar miał okazję zagrać po raz pierwszy. I trzeba przyznać, że poszło mu całkiem dobrze. Grał 32 razy, strzelił 4 gole. Modena zajęła na koniec drugą pozycję – dzięki czemu, będąc beniaminkiem, awansowała do najwyższej klasy rozgrywkowej we Włoszech.
Debiutancki sezon w Serie A był, do tamtej pory, najlepszym w jego karierze. W 32 meczach strzelił 5 bramek, a jego drużyna zajęła 12. miejsce. W kolejnym było gorzej, bowiem grał w lidze 25-krotnie i tylko dwa razy udało mu się trafić do siatki przeciwnika. Modena zajęła 16. miejsce, które wtedy nie dawało utrzymania w Serie A. Zmuszony był więc do opuszczenia drużyny.

### Brescia
W 2004 przeszedł do Brescii Calcio, która w minionym sezonie była 11-ta. Tu rozegrał 31 meczów we włoskiej ekstraklasie. Zdobył jedną bramkę. Jak się później okazało, to było za mało na utrzymanie się w Serie A. W następnym sezonie przyszło mu więc powrócić na zaplecze jednej z najsilniejszych lig świata.
W pierwszym sezonie po powrocie do Serie B, Omar brylował. Grał w 33 meczach i strzelił najwięcej bramek w jednym sezonie – osiem. Brescia skończyła sezon na 10. miejscu. Milanetto nie zdecydował się na pozostanie w tym klubie na dłużej.

### Genoa
W 2006 został piłkarzem Genoi, która była beniaminkiem Serie B. Mimo to, w pierwszym sezonie przebywania w tym klubie, Omar wraz z kolegami awansował do Serie A.
Tam Genoa, jako beniaminek zajęła przyzwoitą 10. pozycję. Milanetto strzelił jedną bramkę. Rok później jego drużyna była piąta. Zawodnik po raz pierwszy od wielu lat nie trafił ani razu w rozgrywkach ligowych.

### FC Lugano
W lipcu 2011 roku został piłkarzem FC Lugano. Piłkarz podpisał roczny kontrakt.